# Президентские выборы в США (1984)
Президентские выборы в США 1984 года проходили 6 ноября. От Республиканской партии на них был выдвинут президент Рональд Рейган, а от демократов — бывший вице-президент администрации Картера Уолтер Мондейл. Экономический подъём, начавшийся после глубокой рецессии 1981—1982 годов, сыграл на руку действующему президенту. Кроме этого, республиканцам удалось представить Мондейла как поборника большого затратного правительства, который хочет поднять налоги. В результате выборов Рейган одержал полную победу, выиграв в 49 штатах, повторив, таким образом, оглушительный успех Никсона на выборах 1972 года. Рейган уступил только в родном штате Мондейла Миннесоте (с разрывом всего 0,2 %) и округе Колумбия, получив в итоге 525 из 538 голосов выборщиков.

## Выборы

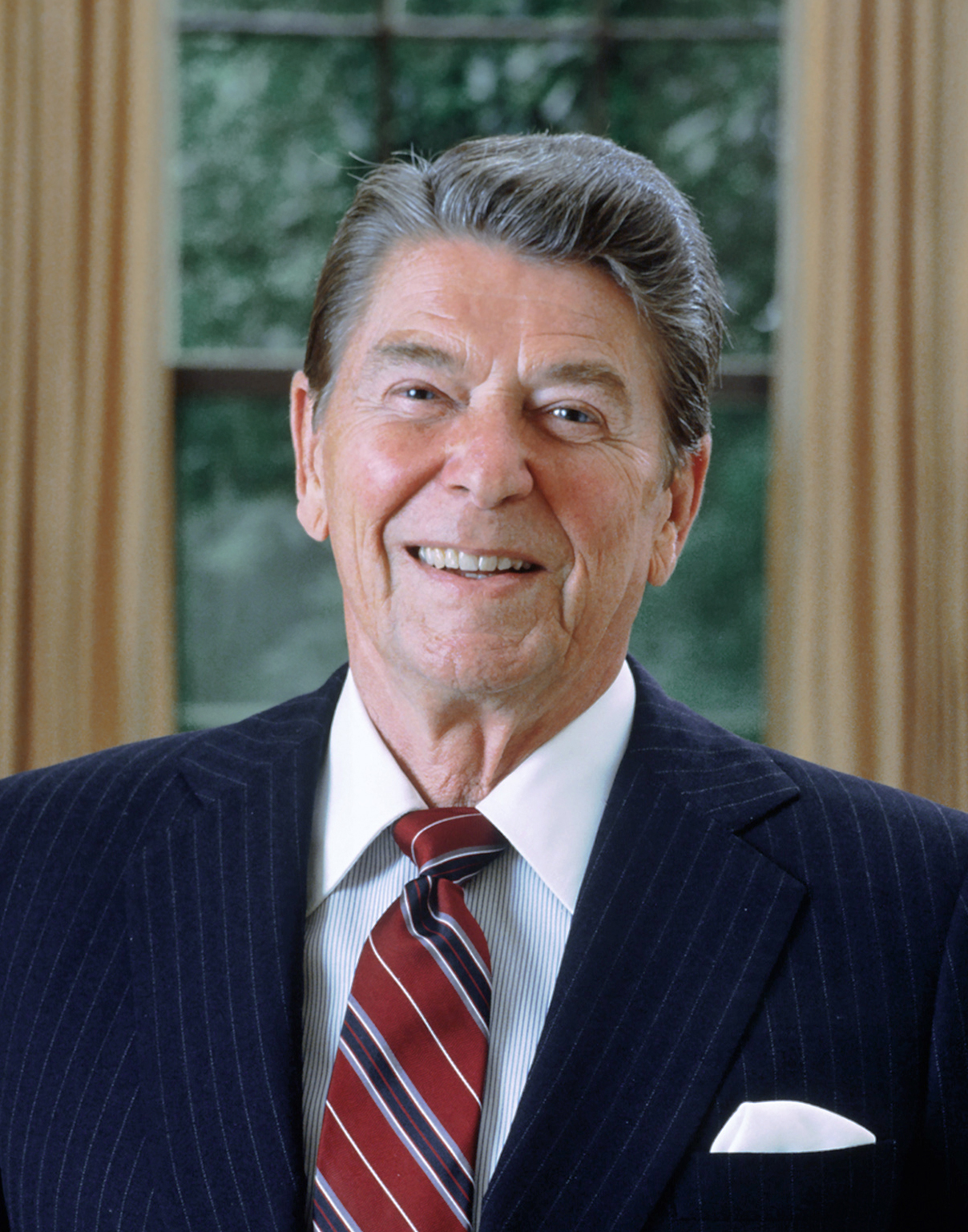
На выборах 1984 года Рональд Рейган был переизбран президентом США.

### Результаты
| Кандидат                          | Партия                 | Избиратели | Избиратели | Выборщики |
| Кандидат                          | Партия                 | Количество | %          | Выборщики |
| --------------------------------- | ---------------------- | ---------- | ---------- | --------- |
| Рональд Рейган/Джордж Буш-старший | Республиканская партия | 54 455 472 | 58,8 %     | 525       |
| Уолтер Мондейл/Джеральдин Ферраро | Демократическая партия | 37 577 352 | 40,6 %     | 13        |
| Дэвид Бергманд/Джим Льюис         | Либертарианская партия | 228 111    | 0,3 %      | 0         |
| другие                            | -                      | 392 298    | 0,4 %      | 0         |
| Всего                             | Всего                  | 92 653 233 | 100 %      | 538       |